# Kuisebmund-Stadion
Das Kuisebmund-Stadion (englisch Kuisebmond Stadium) ist ein Fußballstadion in Walvis Bay, Namibia und unter anderem Vereinsstadion der Fußballvereine Eleven Arrows und Blue Waters. Das Kuisebmund-Stadion hat seinen Namen von der südlich von Walfischbucht gelegenen Mündung des Kuiseb-Riviers. Das Stadion fasst rund 4000 Zuschauer.
Das Stadion wurde 2009 für drei Millionen Namibia-Dollar renoviert.